# Blåfjella-Skjækerfjella-Nationalpark
Der Blåfjella-Skjækerfjella-Nationalpark (norwegisch: Blåfjella-Skjækerfjella nasjonalpark, südsamisch: Låarte-Skæhkere nasjonalpark) liegt im östlichen Teil der Provinz Trøndelag und ist der drittgrößte Nationalpark Norwegens.
Der Park wurde am 17. Dezember 2004 gegründet, um die unverwechselbare Berglandschaft und die urwaldartigen Wälder dort zu schützen. Am selben Tag wurde auch etwas weiter östlich der Lierne-Nationalpark geschaffen.
Der Park soll neben der unberührten Natur auch wichtige Lebensräume für Tiere und Pflanzen, die Kultur der Samen sowie deren kulturelles Erbe schützen. Daher wird der Park auch von den fünf Naturschutzgebieten Skjækra landskapsvernområde, Arvasslia naturreservat, Berglimyra & Klumplifjellet naturreservat, Gaundalsmyra naturreservat und Storfloa naturreservat umrundet.
Der Park liegt in den Gemeinden Verdal, Steinkjer, Grong, Lierne und Teilen von Snåsa. Auf dem Gebiet des Parks gab es bis 2004 den 181,5 km² großen Gressåmoen-Nationalpark, welcher in den Blåfjella-Skjækerfjella-Nationalpark einging.

## Geografie, Landschaft und Geologie
Man kann grob sagen, dass der Park im Süden von Verdal, im Osten von Schweden und Lierne, im Norden von Grong und im Westen von Snåsa begrenzt wird.
Der Park besteht aus zwei fast vollständig getrennten Bereichen. Der südliche Teil um Skjækerhatten und Skjækerfjella bietet große Täler und Berge um die 1.000 m – 1.100 m. Im Nordosten, dem Blåfjella Gebiet gibt es mehrere höhere Berg wie den Midtiklumpen, der mit 1.333 m der höchste Berg im Park und im kargen Gebiet um Gressåmoen, Almedalen und Bukvassfjellet ist.
Im Bereich zwischen den beiden Teilen liegen einige (Berg-)Bauernhöfe sowie die Seen Skjelbreien, Gjevsjøen und Holden.
Im südlichen Teil des Parks gibt es verschiedene Gesteinsarten sowie nährstoffreiche Böden, was für eine üppige Vegetation sorgt. Im nördlichen Teil des Parks sind die Böden nicht so nährstoffreich, was für eine spärlichere Vegetation sorgt. Die Landschaft wechselt hier zwischen Urwäldern, Laubwäldern, Nadelwäldern, Sümpfen und Bergmassiven.
Der Berg Raudfjellet (dt.: Rotberg) enthält viel Serpentin. Serpentin enthält Magnesiumoxid und Eisenoxid, was dem Berg einerseits den Namen gegeben hat und andererseits ein Grund für die spärliche Vegetation rund um den Berg ist.

## Flora
Besonders im Norden des Parks ist die Landschaft geprägt von Sümpfen mit spärlichem Bewuchs. Die dort am häufigsten vorkommenden Pflanzen sind Rosmarinheide, Moosbeeren und Beinbrech.
Im Park wuchs eine der ersten Gemeinen Fichten Norwegens. Die Vegetation im gesamten Park ist, bis auf wenige Stellen, sehr vielfältig und reicht von typischen Küstenpflanzen bis zu Gebirgspflanzen. Einige der Pflanzen stehen auf der Roten Liste.

## Fauna
Im Park gibt es insgesamt rund 30 Säugetierarten. Darunter befinden sich auch Polarfuchs, Luchs, Vielfraß und Bären. Einer der seltensten Vögel im Park ist der Regenbrachvogel, welcher an einigen Mooren lebt. Auch bei den Tieren, insbesondere bei den Vögeln, stehen einige auf der Roten Liste.

## Kulturerbe
Schon seit Jahrhunderten leben und wohnen viele Südsamen in der Gegend rund um den Park. Vor allem bei Verdal und Snåsa gibt es zahlreiche Bauernhöfe von Samen sowie Almen, auf denen Viehzucht betrieben wurde und teilweise bis heute noch wird.
Einige Almen liegen auch im Park, vor allem zwischen der schwedischen Grenze, dem Gaundalen Tal und dem Gjevsjøen.

## Tourismus und Verwaltung
Das Lierne nasjonalparksenter in Lierne ist das Informationscenter für den Nationalpark. Das staatliche naturoppsyns kontor überwacht den Park und versucht zudem im Park Rentiere anzusiedeln, um damit den Park besonderer und schützenswerter zu machen. Aber es gibt auch gute Möglichkeiten, in der Gegend rund um den Park zu angeln und zu jagen.
Der Norwegische Tourismusverein (Nord-Trøndelag Turistforening, NTT), unterhält im Park die Selbstversorgerhütten Skjækerdalshytta, Sætertjønnhytta und Bekkstuggu. Des Weiteren gibt es noch mehrere, teilweise nur saisonal nutzbare Berghütten bei privaten Bergbauernhöfen.